# Stuha (hnutí)
Hnutí Stuha bylo alternativní a nezávislé studentské sdružení v poslední fázi komunistického režimu v Československu. Bylo vytvořeno studenty pražských vysokých škol postupnou genezí na sklonku jara a v létě 1989.
Bylo katalyzátorem, který uvedl do pohybu vysokoškolskou mládež, což poté vyvrcholilo pochodem z Albertova 17. listopadu 1989.[zdroj?]

## Historie
Hnutí Stuha bylo zformováno v létě 1989 zejména z iniciativy dřívějších spolužáků, studentů Průmyslové školy strojnické Praha v Betlémské ulici na Smíchově, Marka Bendy a Jiřího Dienstbiera mladšího. Ze známých osobností se na vzniku seskupení podíleli například ještě Šimon Pánek a Jan Vidím. Cílem hnutí byly demokratizační změny tehdejšího režimu.
Po zhroucení nedemokratického režimu, nastolení nových témat a dramatickém rozrůznění nové situace postupně ztrácely aktivity hnutí Stuha na významu a ustaly během prvních týdnů 1990. K rozvolnění činnosti přispělo také rozrůznění politické a ideové profilace hlavních protagonistů stejně jako upoutání konkrétní politickou činností. Tři z hlavních zakladatelů se stali poslanci.
Přední osobnosti hnutí Stuha se sešly 9. listopadu 1989 při příležitosti Máchova výročí u jeho pomníku na Petříně s cílem kontaktovat předáky tehdejšího SSM a získat ty z nich, kteří by k tomu byli ochotni, k masivnějšímu vystoupení za demokratizaci režimu. Tato nová strategie byla předmětem střetů uvnitř Stuhy, nakonec se ale prosadila a vedla k historicky známému efektu. Hnutí Stuha tak s velkou pravděpodobností mělo značný vliv na průběh události průvodu studentské mládeže z Albertova 17. listopadu 1989 a je pravděpodobné, že právě moderace tohoto cílevědomého uskupení se odrazila v charakteru a průběhu první fáze veřejného vystoupení a jeho postupně radikalizace. StB hodnotila v listopadu 1989 působnost hnutí Stuha jako velmi významnou a zároveň značně nebezpečnou. Monitorovala úlohu a působení Jiřího Dienstbiera mladšího, Marka Bendy a Ladislava Lise při organizaci a moderaci pochodu na Albertov.

## Témata
Mezi důležité aktivity hnutí Stuha patřilo probuzení studentského společenství, zájem o občanské svobody a skutečnou demokratizaci společnosti. Cílem bylo rovněž další spojení mezi disidentským hnutím a tzv. „šedou zónou“ zejména mezi studující mládeží.